# Kurtwood Smith
Kurtwood Larson Smith, född 3 juli 1943 i New Lisbon i Juneau County, Wisconsin, är en amerikansk skådespelare. Smith är bland annat känd för sin roll i Robocop från 1987 där han spela skurken Clarence Boddicker och som Red Forman i komediserien That '70s Show och som agent Edward Cooper i TV-serien Medium. Han debuterade som skådespelare i en statistroll i TV-serien Lödder. Sedan dess har han medverkat i över 100 filmer och TV-serier och har blivit något av en folkkär skådespelare i USA.
Kurtwood Smith har haft flera olika roller i Star Trek.
Smith är sedan 1988 gift med skådespelaren Joan Pirkle.

## Filmografi i urval
- 1980 – Lödder (TV-serie) (ett avsnitt)
- 1983 – Staying Alive
- 1983 – Going Berserk
- 1984 – Flashpoint
- 1987 – Robocop
- 1988 – Rambo III
- 1989 – Döda poeters sällskap
- 1989 – True Believer
- 1990 – Snabba pengar
- 1991 – Star Trek VI – The Undiscovered Country
- 1991 – Oscar
- 1991 – Skuggor och dimma
- 1991 – De sista dubbelagenterna
- 1992 – Fortress
- 1993 – En andra chans
- 1993 – Svart oskuld
- 1993 – Boxing Helena
- 1995 – Under belägring 2
- 1995 – Till varje pris
- 1995 – Last of the Dogmen
- 1996 – Juryn – A Time to Kill
- 1996 – Broken Arrow
- 1996 – Citizen Ruth
- 1997 – Prefontaine
- 1998 – Deep Impact
- 1998–2006 – That '70s Show (TV-serie) (200 avsnitt)
- 1999 – Stulna år
- 2004 – Trespassing
- 2006–2009 – Medium (TV-serie) (tre avsnitt)
- 2009 – 24 (TV-serie) (sju avsnitt)
- 2011 – Kickoffen
- 2012 – Hitchcock
- 2012–2016 – Regular Show (TV-serie) (röst, sju avsnitt)
- 2013 – Turbo (röst)
- 2013–2014 – Beware the Batman (TV-serie) (röst)
- 2014–2015 – Resurrection (TV-serie) (21 avsnitt)
- 2016 – Agent Carter (TV-serie) (sju avsnitt)
- 2022 – The Dropout (TV-serie)
- 2022 – Eldfödd
- 2023 – That '90s Show (TV-serie)